# My Everything
A My Everything Ariana Grande amerikai énekesnő második stúdióalbuma, amely 2014. augusztus 25-én jelent meg a Republic Records gondozásában. A lemezen Ariana már 2013-ban, Yours Truly című első stúdióalbumának kiadását követően elkezdett dolgozni.

## Kislemezek
Ariana első kislemezeként a "Problem" c. dalt jelentette meg, amelyben az ausztrál rapper Iggy Azalea működik közre. Elsőként a 2014-es Radio Disney Music Awards-on hallhattuk, majd április 28-án már digitálisan is le lehetett tölteni. A dal hatalmas sikernek örvendett, hiszen a Billboard Hot 100 listán a 3. helyezést érte el. 438000 példány kelt el az első héten, ezzel Ariana és Iggy megdöntötte az iTunes rekordot. Júniusban duplaplatina lemez lett belőle.
A második kislemez az albumról a "Break Free", ami július 2-án debütált.
A "Best Mistake" (feat. Big Sean) augusztus 12-én jelent meg promóciós kislemezként azok számára, akik előrendelték az albumot.

## Dallista
|     | Cím                                                      | Szerző(k) | Producer(ek)                         | Hossz |
| --- | -------------------------------------------------------- | --- | ------------------------------------ | ----- |
| 1.  | Intro                                                    | Ariana Grande, Tommy Brown, Victoria McCants | Brown                                | 1:20  |
| 2.  | Problem (featuring Iggy Azalea)                          | Max Martin, Savan Kotecha, Ilya, Azalea | Martin, Shellback, Ilya              | 3:14  |
| 3.  | One Last Time                                            | David Guetta, Kotech, a Giorgio Tuinfort, Rami Yacoub, Carl Falk                                                                                                   | Guetta, Tuinfort, Yacoub, Falk, Ilya | 3:17  |
| 4.  | Why Try                                                  | Benjamin Levin, Ryan Tedder, Ammar Malik, Noel Zancanella | Benny Blanco, Tedder, Zancanella     | 3:32  |
| 5.  | Break Free (featuring Zedd)                              | Anton Zaslavski, Martin, Kotecha | Zedd, Martin                         | 3:35  |
| 6.  | Best Mistake (featuring Big Sean)                        | Grande, Sean Anderson, Dwane Weir II | Key Wane                             | 3:54  |
| 7.  | Be My Baby (featuring Cashmere Cat)                      | Levin, Magnus August Høiberg, Theron Thomas, Timothy Thomas, Peder Losnegård                                                                                       | Blanco, Cashmere Cat, LidoLido       | 3:37  |
| 8.  | Break Your Heart Right Back (featuring Childish Gambino) | Kirby Dockery, Andrew "Pop" Wansel, Warren "Oak" Felder, Donald Glover, Bernard Edwards, Nile Rodgers, Steven Jordan, Christopher Wallace, Sean Combs, Mason Betha | Pop & Oak                            | 4:13  |
| 9.  | Love Me Harder (featuring The Weeknd)                    | Martin, Kotecha, Peter Svensson, Ali Payami, Abel Tesfaye, Ahmad Balshe                                                                                            | Martin, Kotecha, The Weeknd          | 3:56  |
| 10. | Just a Little Bit of Your Heart                          | Harry Styles, Johan Carlsson | Martin, Shellback                    | 3:53  |
| 11. | Hands On Me (featuring ASAP Ferg)                        | Rodney Jerkins, Alicia Renee Williams, Adrianne Birge, Darold Ferguson, Jr.                                                                                        | Darkchild                            | 3:12  |
| 12. | My Everything                                            | Grande, Brown, McCants, Taylor Parks | Brown, McCants                       | 2:49  |

## Megjelenés
| Ország             | Dátum               | Kiadó            | Formátum               |
| ------------------ | ------------------- | ---------------- | ---------------------- |
| Németország        | 2014. augusztus 22. | Republic Records | CD, digitális letöltés |
| Egyesült Királyság | 2014. augusztus 22. | Republic Records | CD, digitális letöltés |
| Egyesült Államok   | 2014. augusztus 25. | Republic Records | CD, digitális letöltés |
| Kanada             | 2014. augusztus 25. | Republic Records | CD, digitális letöltés |